# AEW Winter Is Coming
AEW Winter Is Coming es un evento de lucha libre profesional producido por All Elite Wrestling (AEW). El evento fue establecido por la empresa desde el 2020, como un episodio especial del programa de televisión semanal insignia de la empresa, Dynamite y Rampage.  El título del evento es una referencia al lema de Game of Thrones, así como a su episodio homónimo; el programa es distribuido por Warner Bros. Discovery, del cual también forman parte los socios de transmisión de AEW, TNT y TBS

## Fechas y lugares
| Evento                  | Fecha                        | Lugar                           | Estadio                                   | Evento principal                                                |
| ----------------------- | ---------------------------- | ------------------------------- | ----------------------------------------- | --------------------------------------------------------------- |
| Winter Is Coming (2020) | 2 de diciembre de 2020       | Jacksonville, Florida           | Daily`s Place                             | Kenny Omega vs. Jon Moxley                                      |
| Winter Is Coming (2021) | 15 de diciembre de 2021      | Garland, Texas                  | Curtis Culwell Center                     | MJF vs. Dante Martin                                            |
| Winter Is Coming (2022) | 14 y 16 de diciembre de 2022 | Garland, Texas                  | Curtis Culwell Center                     | MJF vs.Ricky Starks                                             |
| Winter Is Coming (2023) | 13 y 15 de diciembre de 2023 | Arlington, Texas Garland, Texas | College Park Center Curtis Culwell Center | Jon Moxley vs. Swerve Strickland Bryan Danielson vs. Brody King |
| Winter Is Coming (2024) | 11 y 14 de diciembre de 2024 | Kansas City, Missouri           | T-Mobile Center                           | Mariah May vs. Mina Shirakawa                                   |

## Producción
En el episodio del 18 de noviembre de 2020 de Dynamite, se anunció que el episodio del 2 de diciembre se titulará "Winter Is Coming". El título del episodio "Winter Is Coming" se deriva de Game of Thrones, una serie de televisión de HBO, que es parte del grupo Warner Bros. Discovery, al igual que el socio de transmisión de AEW, TNT y TBS. La frase fue el título del episodio piloto de Game of Thrones, así como el lema (o "Palabras") de House Stark of Winterfell. El uso del título fue aprobado por WarnerMedia y HBO.